# Sân bay quốc tế Ashgabat
Sân bay Ashgabat (IATA: ASB, ICAO: UTAA), cũng gọi là Sân bay Ashkhabad, là sân bay quốc tế duy nhất ở Turkmenistan. Sân bay này nằm cách Ashgabat (Ashkhabad) 10 km về phía tây bắc. Sân bay này được khai trương năm 1994. Sân bay này có một nhà ga hành khách đi và đến.

## Các hãng hàng không và các điểm kết nối
- Aerosvit Airlines (Kiev-Boryspil)
- China Southern Airlines (Urumqi)
- Lufthansa (Baku, Frankfurt)
- S7 Airlines (Moscow-Domodedovo)
- Turkish Airlines (Istanbul-Atatürk)
- Turkmenistan Airlines (Abu Dhabi, Amritsar, Bangkok-Suvarnabhumi, Beijing, Birmingham, Delhi, Dubai, Frankfurt, Istanbul-Atatürk, Kiev-Boryspil, London-Heathrow, Moscow-Domodedovo, Turkmenbashi, Turkmenabat)
- Uzbekistan Airways (Tashkent)